# Ernest Charles Hoy
Ernest Charles Hoy, kanadski letalski častnik, vojaški pilot in letalski as, * 6. maj 1895, Dauphin, Manitoba, † 22. april 1982, Toccoa, Georgia.
Stotnik Hoy je v svoji vojaški službi dosegel 13 zračnih zmag. 7. avgusta 1919 je opravil prvi polet letalske pošte preko Kanadskega Skalnega gorovja.

## Življenjepis
Med prvo svetovno vojno je bil sprva pripadnik RFC, nato pa RAF.

## Odlikovanja
- Distinguished Flying Cross (DFC)